# PSM手槍
PSM（俄語：Пистолет Самозарядный Малогабаритный，意為：緊湊型半自動手槍）是一種由蘇聯KBP儀器設計局於1969年設計的防身用手槍，旨在提供給執法部門及軍官使用。該槍在1973年於伊熱夫斯克機械工廠正式投產。

## 設計
PSM採用反沖作用機制運作，扳機為雙動式設計，保險裝置與滑套一體化。較特別的是，此槍並沒有加入外置的滑套卡槽，但仍然有空倉掛機功能，與瓦爾特PP／PPK較為相似。PSM全槍大部份零件均由鋼製成，而其握把護片則是由薄鋁板製成，但較新的型號則使用以硬質塑料製造的手槍握把。
PSM手槍使用的彈藥為中央精密機械工程研究院研製的5.45×18毫米槍彈，這種彈藥具高貫穿力的特點，其性能甚至超越了.22 LR和.25 ACP兩種相同等級的彈藥，然而卻有著因槍口初速低而導致的殺傷力和停止作用偏低的缺點。

## 採用
PSM手槍原先是打算提供給蘇聯軍隊中的高階軍官作自衛之用，但考慮到此槍的緊湊槍身，令其不久更成為了克格勃和警察的常用武器。

## 衍生型
- IZh-75－發射.25 ACP槍彈的外貿出口型。[1]

## 使用國
- 亞美尼亞[2]
- [2]
- 白俄羅斯
  - 海關[2]
- 保加利亚[2]
- [2]
- - 警察機關[2]
- [2]
- 拉脫維亞[2]
- 摩尔多瓦[2]
- 蒙古国[2]
- 俄羅斯
  - 俄羅斯聯邦安全局
  - 俄羅斯聯邦法警局（俄语：Федеральная служба судебных приставов）
  - 俄羅斯聯邦税警局（英语：Federal Tax Police Service of the Russian Federation）
  - 俄羅斯聯邦檢察官辦公室（俄语：Прокуратура Российской Федерации）
  - 俄羅斯聯邦國家速遞局（英语：State Courier Service (Russia)）[2]
- [2]
- [2]
- 叙利亚
- 乌克兰[2]
- [2]

### 前使用國
- 东德
  - 第9勤務部隊[3]
- 苏联
  - 克格勃
  - 蘇聯武裝部隊

## 另見
- 納甘M1895轉輪手槍
- 科羅溫手槍
- 托卡列夫手槍
- 馬卡洛夫手槍
- 斯捷奇金自動手槍
- PB消音手槍
- PSS消音手槍
- 瓦爾特PP手槍
- SIG P230手槍
- 64式手槍

## 外部連結
- Modern Firearms（页面存档备份，存于）
- 槍砲世界－PSM小口徑手槍（页面存档备份，存于）